# Morristown (New Jersey)
Morristown – miasto w Stanach Zjednoczonych, w stanie New Jersey, w hrabstwie Morris.